# KBS 테마 드라마
《KBS 테마 드라마》는 1997년 6월 14일부터 1997년 7월 6일까지 방송되었던 단막극 프로그램이다.

## 작품 리스트
아래의 텔레비전 드라마 중 2003년 이전에 제작 · 방송한 작품은 부득이하게 일부 장면에서 흡연 장면 및 담배 소품의 노출이 될 수 있으며, 이것에 대한 시청자 여러분의 양해를 바랍니다.
| 회차 | 방송일                     | 부제                      | 각본   | 연출   | 출연자                                                         |
| ---- | -------------------------- | ------------------------- | ------ | ------ | -------------------------------------------------------------- |
| 1화  | 1997년 6월 14일 ~ 6월 15일 | 강아지와 육법전서         | 손영목 | 김종식 | 김창완, 박현숙, 손현주, 박현정, 하재영, 조명연                 |
| 2화  | 1997년 6월 21일 ~ 6월 22일 | 그리운 곳에 기차는 멈춘다 | 최완규 | 이녹영 | 김을동, 이민호, 맹호림, 조재훈, 박현정, 조양자, 이재신         |
| 3화  | 1997년 6월 28일 ~ 6월 29일 | 고랑포 가는 길            | 김항명 | 이상우 | 송윤아, 윤다훈, 반효정, 안대용, 권미혜, 김진해, 홍영자         |
| 4화  | 1997년 7월 5일 ~ 7월 6일   | 나는 비밀을 안다          | 심응찬 | 이재영 | 손현주, 강현종, 양택조, 이일웅, 홍여진, 윤진호, 이병철, 봉혜선 |

## 같이 보기
| - KBS 문예극장 - KBS TV 문학관 - KBS 드라마 초대석 - KBS 논픽션 드라마 - KBS TV 문예극장 - KBS 신 TV 문학관 - KBS HDTV 문학관 - KBS 드라마게임 - KBS 드라마 스페셜 (구) - KBS 테마 드라마 - KBS 금요극장 - KBS 일요베스트 - KBS 드라마시티 - KBS 드라마 스페셜 (신) - KBS 드라마 스페셜 연작 시리즈 - KBS 웹드라마 스페셜 - KBS 청소년문학관 - KBS 가요드라마 | - MBC 베스트셀러극장 - MBC 금요극장 - MBC TV 피처 - MBC 베스트극장 - MBC 일요 드라마 극장 - MBC 드라마 페스티벌 - SBS 여성극장 - SBS 70분드라마 - SBS 오픈드라마 남과여 - JTBC 드라마페스타 - tvN 드라마 스테이지 - tvN 드라마 O'PENing |